# Free Fall (Slagharen)
De Free Fall is een vrijevaltoren in Attractiepark Slagharen. De Free Fall bevindt zich aan het begin van het park, bij de fontein.
De Free Fall is in 2003 gebouwd door Fabbri. Om de Free Fall te kunnen betreden moet men minimaal 140 centimeter lang zijn. Een ritje duurt iets meer dan een minuut en per rit kunnen er 12 personen in.
Tijdens de rit worden de stoelen met inzittenden langzaam op een hoogte van 40 meter gebracht, waarna ze met het gevoel van een vrije val naar beneden gaan.
Afbeeldingen · Main Street